# (301553) Ninaglebova
(301553) Ninaglebova est un astéroïde de la ceinture principale.

## Description
(301553) Ninaglebova est un astéroïde de la ceinture principale. Il fut découvert le 13 avril 2009 à Zelenchukskaya Station par Timur V. Kryachko. Il présente une orbite caractérisée par un demi-grand axe de 3,09 UA, une excentricité de 0,07 et une inclinaison de 10,9° par rapport à l'écliptique.

## Compléments